# Is He Dead?
Is He Dead? (Is hij dood?) is een toneelstuk van Mark Twain.
Het werd voor het eerst gepubliceerd in 2003, nadat de Twain-onderzoekster Shelley Fisher Fishkin het manuscript gelezen had in het archief van de Mark Twain Papers aan de Universiteit van Californië - Berkeley. Het stuk was reeds lang bekend bij wetenschappers, maar er werd nooit veel aandacht aan geschonken totdat Fishkin zorgde voor publicatie in boekvorm. Later speelde zij ook een belangrijke rol in het realiseren van de productie van het toneelstuk op Broadway. Playscripts, Inc. verwierf de licentie voor theaterproductie.

## Thema
Twain schreef het stuk in 1898 in Wenen. Het richt zich op een fictieve versie van de Franse schilder Jean-François Millet. Deze wordt voorgesteld als een verarmde kunstenaar in het Franse Barbizon, die met de hulp van zijn collega's zijn eigen dood ensceneert om de waarde van zijn schilderijen te verhogen. Vervolgens probeert hij verkleed als vrouw zijn geheim te bewaren. De komedie combineert elementen van de burleske, de klucht en de sociale satire en maakt gebruik van crossdressing, identiteitsverwarring en romantische misleidingen. De thematiek van het verhaal stelt scherp op vragen over roem, hebzucht en de waarde van kunst.

## Verhaal
Millet is een geniale jonge kunstschilder. Hij is verliefd op Marie Leroux, maar heeft schulden bij Bastien Andre, een gemene kunsthandelaar. Andre dreigt Millet met gevangenisstraf, tenzij de schilder Leroux aan hem afstaat. Millet zoekt wanhopig naar een oplossing die hem in staat stelt om van zijn schulden af te geraken en Leroux te houden. Hij besluit zijn eigen dood te ensceneren. Het zijn immers alleen dode kunstenaars die roem en fortuin ten deel vallen. Het gaat Millet voor de wind en hij gaat verkleed als zijn eigen zus, weduwe Tilou, door het leven. Nu hij een rijke weduwe is geworden, moet hij nog een manier zien te vinden om terug te keren als man om met Leroux te trouwen.

## Wereldpremière
Voormalig Guggenheim Foundation Fellow in toneelliteratuur David Ives bewerkte Is He Dead? tot toneelstuk, dat werd geregisseerd door Michael Blakemore. Het ging in wereldpremière aan het Lyceum Theatre. Martin Pakledinaz ontwierp de kostuums. De Broadway-productie startte met voorvertoningen op 8 november en de opening werd gepland op 29 november 2007. Deze première ging niet door vanwege een staking van toneelknechten, zodat ze uitgesteld werd tot 9 december 2007.
De voorstelling ontving lovende recensies in de New York Times en inVariety, maar werd beëindigd op 9 maart 2008, na 105 optredens.

### Rolbezetting
- Norbert Leo Butz als Jean-Francois Millet / de weduwe Daisy Tillou[5]
- Byron Jennings als Bastien Andre, kunsthandelaar en geldschieter[6]
- Jennifer Gambatese als Marie Leroux, Millets vriendin
- John McMartin als Papa Louis Leroux, Maries vader
- Bridget Regan als Cecile Leroux, Maries zus
- Tom Alan Robbins als Hans von Bismarck ("Dutchy"), Millets vriend
- Jeremy Bobb als Phelim O'Shaughnessy, Millets vriend
- Michael McGrath als Agamemnon Buckner ("Chicago"), Millets vriend
- Marylouise Burke als Madame Caron, Millets hospita
- Patricia Conolly als Madame Bathilde, Millets hospita
- David Pittu in meerdere kleine komische rollen